# Abraham Ramos
Abraham Ramos (Ciudad de México; 13 de febrero de 1974) es un actor mexicano que ha participado en diversas telenovelas y series de televisión.
Su primera actuación en telenovela fue en Retrato de familia en 1995 producción de Lucy Orozco a lado de Helena Rojo y Alfredo Adame. Posteriormente participa en la telenovela La paloma en el mismo año y después le siguen Canción de amor, Mi querida Isabel, María Isabel, Sin ti, Camila, Laberintos de pasión entre otras.
En 2004 encarna a Efraín en la telenovela Inocente de ti antagonizada por Helena Rojo y Carolina Tejera.

## Reseña biográfica
Comenzó su aparición en la televisión, realizando debut en Retrato de familia (1995-1996) interpretando el personaje de "Jaime". Tiempo después sería seleccionado durante un casting para interpretar el personaje de "Mario Cortés" en la muy reconocida película mexicana La última llamada.

## Trayectoria

### Telenovelas
- Perdona nuestros pecados (2023).... Bruno Parra
- Por amar sin ley (2018).... Abogado Ornelas
- Quiero amarte (2013).... David Serrano
- Dos hogares (2011-2012)....Claudio Ballesteros
- Cuidado con el ángel (2008-2009)....Adrián González
- Al diablo con los guapos (2007)....Sergio Cruz
- Bajo las riendas del amor (2007)....Sebastián Corcuera
- Peregrina (2005)....Iván
- Inocente de ti (2004-2005)....Efraín Castillo Linares-Robles
- Las vías del amor (2002-2003)....Enrique Mendoza
- Mujer bonita (2001)....Orlando
- Siempre te amaré (2000)....Leonardo Reyes Pastor
- Laberintos de pasión (1999-2000)....Cristóbal Valencia
- Camila (1998-1999)....Pablo Juárez
- Sin ti (1997-1998)....
- María Isabel (1997-1998)....Ramón
- Mi querida Isabel (1996-1997)....Rolando
- Canción de amor (1996)....Adrián
- Retrato de familia (1995-1996)....Jaime

### Series de televisión
- Gloria Trevi: ellas soy yo (2023) - Abogado
- Esta historia me suena (2021) - Paolo Abad
- Sin miedo a la verdad (2018-2019) - Ramón
- Como dice el dicho (2011-2023) - Varios personajes
- Tiempo final (2009) Capítulo "El Clown"
- La rosa de Guadalupe (2008-2023) - Varios personajes
- Mujeres asesinas (2008)....Julián Castaño
- Mujer, casos de la vida real 16 episodios (1995-2006)

### Películas
- La última llamada (1996).... Mario Cortés
- Como tú me has deseado (2005)....Aníbal Soler